# 野風 (駆逐艦)
|          |                                                                                       |
| 艦歴     |                                                                                       |
| 計画     | 1918年度（八六艦隊案）                                                                |
| 起工     | 1921年4月16日                                                                         |
| 進水     | 1921年10月1日                                                                         |
| 竣工     | 1922年3月31日                                                                         |
| その後   | 1945年2月20日戦没                                                                     |
| 除籍     | 1945年4月10日                                                                         |
| 要目     |                                                                                       |
| 排水量   | 基準：1,215トン 公試：1,345トン                                                       |
| 全長     | 102.6メートル                                                                         |
| 全幅     | 8.92メートル                                                                          |
| 吃水     | 2.79メートル                                                                          |
| 機関     | ロ号艦本式缶4基 パーソンズ式タービン2基2軸 38,500馬力                                 |
| 速力     | 39ノット                                                                              |
| 航続距離 | 14ノットで3,600カイリ                                                                 |
| 燃料     | 重油：395トン                                                                         |
| 乗員     | 154名                                                                                 |
| 兵装     | 45口径12cm単装砲4門 6.5mm単装機銃2挺 53.3cm連装魚雷発射管3基 （魚雷8本） 一号機雷16個 |

野風（のかぜ）は、日本海軍の駆逐艦。峯風型の13番艦（野風型1番艦）である。「野風」以降の3隻は兵装の配置を変更したため、「野風型」或いは「峯風改型」と呼ばれることがある。艦名は｢野に吹き渡る風｣に由来する。

## 艦歴
舞鶴海軍工廠で建造。一等駆逐艦に類別され、横須賀鎮守府籍に編入される。竣工と同時に「波風」、「沼風」、「第一駆逐艦」（のち「神風」）とともに第一駆逐隊を編成し、千島、北海道方面の交通保護に当った。
1933年（昭和8年）3月3日に発生した昭和三陸地震のとき、「野風」は横須賀港にあり、第一駆逐隊の僚艦「神風」と「沼風」、第六駆逐隊の「電」と「雷」とともに当日の午後に出港した。「野風」は翌日早朝に岩手県の盛（現在の大船渡市）に着き、救援にあたった。後続の敷設鑑「厳島」が6日に釜石に到着すると、同艦から物資を受け取って7日に宮城県女川に移送した
日中戦争には1938年（昭和13年）以降、華北・華中の沿岸作戦に参加する。
太平洋戦争では、北方で哨戒、海上護衛作戦に参加した。
1945年（昭和20年）2月20日、「野風」は護衛任務中に仏印カムラン湾で米潜水艦「パーゴ」の雷撃を受け沈没。4月10日、除籍。

## 野風型（峯風改型）
峯風型は12センチ3番砲と4番砲の間に2番連装魚雷発射管と3番連装魚雷発射管を配置し、更に2つの魚雷発射管の間に後檣を設置したため、主砲や魚雷発射管の統一指揮や給弾が困難だった。そのため、大正7年度計画で建造された6隻の内、最後の「野風」、「波風」、「沼風」では後檣を後部に移し、ここに3番砲と4番砲を背中合わせに配置するとともに魚雷発射管を連続的に配置するように改めた。今までの峯風型と異なる艦型となったため、野風型または峯風改型と呼ばれることがある。

## 歴代艦長
※『艦長たちの軍艦史』234-235頁による。階級は就任時のもの。

### 艤装員長
- 森田弥五郎 中佐：1921年12月1日 - 1922年2月16日[5]

### 艦長
- 森田弥五郎 中佐：1922年2月16日[5] - 1923年10月15日[6]
- （心得）西川速水 少佐：1923年10月15日[7] - 1924年12月1日[8]
- 一ノ瀬英太 少佐：1924年12月1日 - 1926年12月1日
- 山下深志 中佐：1926年12月1日[9] - 1928年3月1日[10] ※1927年5月28日より予備艦
- （兼）五藤存知 少佐：1928年3月1日 - 1928年7月11日[11]
- （兼）吉田庸光 中佐：1928年7月11日 - 1928年11月1日[12]
- 広瀬末人 少佐：1928年11月1日 - 1929年11月30日
- 柴田力 少佐：1929年11月30日 - 1930年12月1日
- 植田弘之介 少佐：1930年12月1日 - 1933年5月20日[13]
- 篠田勝清 少佐：1933年5月20日 - 1933年11月1日
- 大江覧治 少佐：1933年11月1日 - 1934年10月22日
- 森寛 少佐：1934年10月22日 - 1935年5月23日
- 久保田智 少佐：1935年5月23日 - 1936年12月1日
- 古閑孫太郎 少佐：1936年12月1日 - 1937年11月15日[14]
- （兼）岡田要造 少佐：1937年11月15日[14] - 1937年12月1日[15]
- 吉田正義 少佐：1937年12月1日 - 1938年12月15日 ※同日より予備艦
- 高島鉄郎 少佐：1938年12月15日[16] - 1939年4月8日[17]
- 宮内新一 少佐：1939年4月8日[17] - 1940年4月4日病没
- 氏家忠三 少佐：1940年4月4日[18] -
- 川橋秋文 少佐：1940年11月15日 -
- 常盤貞蔵 少佐：1942年4月15日 -
- 海老原太郎 少佐：1943年11月20日 -